# جوني إي. جنسن
جوني إي. جنسن (بالإنجليزية: Johnny E. Jensen)‏ هو مصور سينمائي أمريكي، ولد في 1947 في كوبنهاغن في الدنمارك.

## وصلات خارجية
- جوني إي. جنسن على موقع IMDb (الإنجليزية)
- جوني إي. جنسن على موقع ألو سيني (الفرنسية)
- جوني إي. جنسن على موقع أول موفي (الإنجليزية)
- جوني إي. جنسن على موقع قاعدة بيانات الأفلام السويدية (السويدية)
- جوني إي. جنسن على موقع كينوبويسك (الروسية)